# Spodnji in zgornji planeti
Spodnji in zgornji planeti je delitev planetov, ki so jo uporabljali v geocentričnem Ptolomejevem modelu zgradbe Osončja. S to delitvijo so ločili planete, ki naj bi ležali med mirujočo Zemljo in krožečim Soncem (spodnji) od tistih planetov, ki ležijo zunaj Zemljine tirnice (zgornji).
Med spodnje planete so prištevali :
- Merkur
- Venero

Zgornji planeti po tej delitvi pa so bili:
- Mars
- Jupiter
- Saturn

V 16. stoletju je Kopernik, ki je zavrgel geocentrični model, dodal k zgornjim planetom še Uran in Neptun. 
Danes uporabljamo delitev na notranje in zunanje planete glede na asteroidni pas. Med notranje planete prištevamo:
- Merkur
- Venero
- Zemljo
- Mars

Med zunanje planete (plinski velikani) pa:
- Jupiter
- Saturn
- Uran
- Neptun.